# Mossberg Maverick

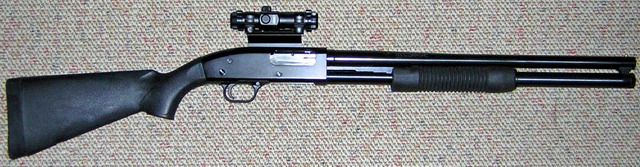
Maverick 88 équipé d'un viseur point rouge.

La firme O.F. Mossberg & Sons propose une gamme économique de fusils à pompe sous la marque Maverick Arms. Le Maverick 88 utilise les mêmes crosses et canons que leur Modèle 500. Mais la sûreté est actionnée par un bouton poussoir situé sur le pontet, et non à l'arrière du boîtier de culasse, la tringlerie du Maverick 88 est en une seule pièce directement intégré au garde main en matière synthétique et elle est facilement remplaçable par le système du Mossberg 500. toutes les pièces du Mossberg 500 peuvent s'adapter sur le Maverick 88, à l'exception du groupe détente. Les Maverick 88 n'existent qu'en finition bronzée bleutée et crosse en matière synthétique.  Les M88 vendus peu cher dans les années 1980-1990 ont conquis de nombreuses sociétés de gardiennage et de transport de fonds en France. De même, l'Armée de l'air les utilise pour garder ses bases aériennes. Le Maverick M91 est chambré en 12/89 mm.
Un nouveau modèle, le Maverick 88 Slugster à canon rayé de 61 cm équipé d'une hausse réglable type Williams et d'un guidon sur rampe interchangeable est disponible sur le marché français depuis fin novembre 2008.  
La version de base du Maverick est aujourd'hui aussi disponible chez de nombreux armuriers en version 47cm ou 61cm en catégorie C1b grâce à son canon rayé (rayures à balles ou rayure faible dispersion) ; cette prestation de rayage des canons est assurée par Castel d'agard et rend cette arme accessible aux tireurs et chasseurs.   

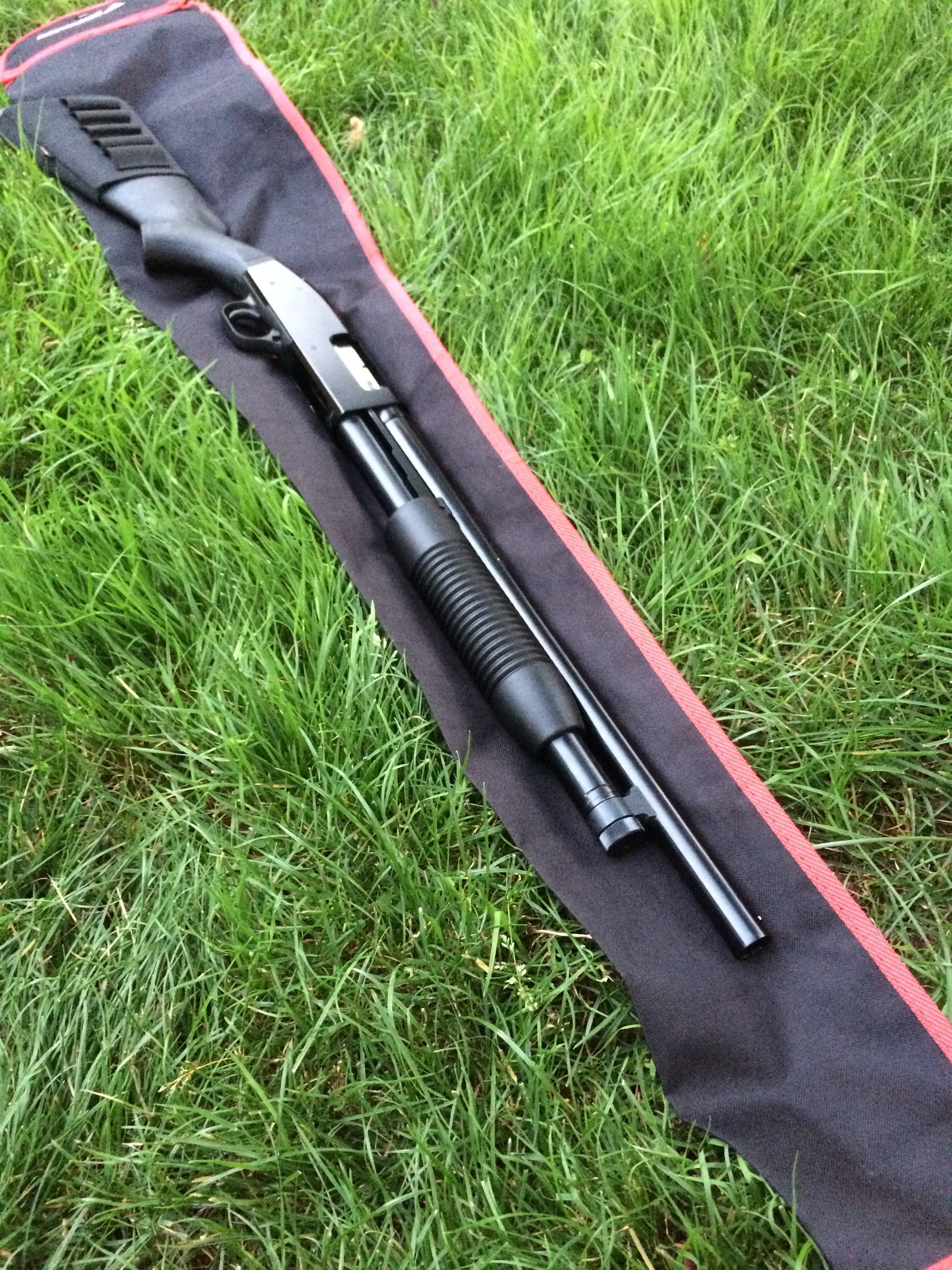
Le Maverick 88 dans sa version la plus courante.

Les chasseurs apprécient particulièrement ce modèle pour la chasse en sous-bois et la traque. La portée réduite en balle perdue d'une balle de calibre 12 (par rapport aux projectiles de munitions à étui métallique pour armes rayées) est un élément très sécurisant. 
C’est ce point qui a rendu les « Deerguns » très populaires aux États-Unis dans les zones qui se sont fortement urbanisées. Pour chasser dans ces régions, ce type d'arme est d'ailleurs souvent devenu obligatoire, l'utilisation de carabines classiques étant interdite.

## Mossberg 88/91
- Calibre : 12/76 mm, 12/89 mm
- Longueur : En fonction des modèles : de 97 à 126 cm
- Longueur du canon :  47 cm, 55 cm, 61 cm et jusqu'à 76 cm pour les versions de chasse
- Poids non chargé : 3 kg à 3,29 kg
- Capacité : 5 coups + 1 dans la chambre. (magasin tubulaire)

## Le Maverick M88 en France
Le Maverick 88 est en service dans la Police nationale et l'Armée de l'air françaises aux côtés du Mossberg 500.

### Mossberg 88 FIPN
Il s'agit d'une version en service dans  les GIPN et Force d'intervention de la police nationale, depuis l'an 2000.
- Nom commercial : Model 88 Security
- Munition : calibre 12 Magnum
- Magasin : 5 cartouches (+1 dans la chambre)
- Longueur : 
  - avec crosse dépliée : 97 cm.
  - avec crosse repliée : 74 cm.
- Masse de l'arme vide : 3 kg.

### Mossberg 88 «MASA» (Mesures actives de sûreté aérienne)
Les Commandos parachutistes de l'air, embarqués dans les hélicoptères type Fennec, chargés de la surveillance de l'espace aérien, furent dotés de Model 88 munie d'un canon rayé de 61 cm dans les années 1990.
- Nom commercial : Model 88 Slug
- Munition : calibre 12 Magnum
- Magasin : 5 cartouches (+1 dans la chambre)
- Longueur : 1,1 m
- Masse de l'arme vide : 3,5 kg.